# Värdshuset i Spessart
Värdshuset i Spessart är en västtysk komedifilm med musikinslag från 1958 i regi av Kurt Hoffmann. Filmen var en av de kändaste skådespelaren Liselotte Pulver spelade med i och fick 1960 en fristående fortsättning med Spökslottet.

## Handling
Tiden är sent 1700-tal. Franziska Sandau blir under en resa genom Spessart kidnappad av ett gäng rånare som kräver en lösensumma av hennes far. Fadern vägrar betala och när Franziska får reda på det beger hon sig utklädd till man till banditerna och låtsas vara en av dem. Snart visar det sig att rånarnas ledare har en speciell anledning att söka upp fadern, han är skyldig honom pengar.

## Rollista
- Liselotte Pulver – Franziska Sandau
- Carlos Thompson – Parrucchio, rånarledare
- Günther Lüders – Baron Eberhard Sperling
- Rudolf Vogel – Gaukler Parrucchio
- Ina Peters – Zofe Barbara
- Kai Fischer – Bettina
- Herbert Hübner – greve Sandau
- Hubert von Meyerinck – översten
- Helmuth Lohner – Felix
- Hans Clarin – Peter
- Wolfgang Neuss – Knoll, rånare
- Wolfgang Müller – Funzel, rånare
- Paul Esser – rånarkorpral
- Ralf Wolter – rånare